# Rito strigoniense
Il rito strigoniense è stato il rito liturgico in uso nelle diocesi del Regno d'Ungheria dall'XI secolo fino alla metà del XX secolo. Il rito strigoniense cedette progressivamente il passo al rito romano dopo il Concilio di Trento. L'ultimo libro liturgico proprio di questo rito, il Rituale Strigoniense, fu stampato nel 1909.

## Diffusione
Il rito prende il nome dall'arcidiocesi di Strigonio, sede primaziale del Regno d'Ungheria. Il rito era diffuso, oltre che nella vasta arcidiocesi, che comprendeva anche le città di Buda e di Presburgo (l'odierna Bratislava), in cui erano adottate piccole varianti. Era anche adottato nell'arcidiocesi di Kalocsa, che comprendeva anche la Transilvania. Fu accolto con qualche variante nelle diocesi di Veszprém, di Pécs e di Eger. Fu diffuso anche nella diocesi di Zagabria, dove rimase in uso fino al 1788.

## Caratteristiche
Le caratteristiche di questo rito, sebbene presentino affinità con altri riti europei coevi, non possono essere ricondotte a una derivazione da qualche rito in particolare, per cui si può considerare come un rito che rispecchia una tradizione liturgica propria.
Il Messale si distingue per le processioni della Candelora e del Mercoledì delle Ceneri e per i riti della Settimana Santa.
Il Rituale si distingue invece per alcune consuetudini introdotte nei riti del Battesimo e del Matrimonio.

## Storia
Si ipotizza che il primo libro liturgico di questo rito sia comparso verso la fine dell'XI secolo, sotto forma di una redazione del Pontificale Romano-Germanico. Il Messale si distingue per le processioni della Candelora e del Mercoledì delle Ceneri e per i riti della Settimana Santa.  Nel XII secolo fu completato l'ufficio. 
Il Sacramentarium composto fra il 1192 e il 1195 nel capitolo di Veszprém e adottato poi dal monastero di Boldva nella diocesi di Vác è il primo libro liturgico che si è conservato fino a noi. Oltre al Messale comprende orazioni funebri e varie benedizioni.
Tuttavia una piena maturazione del rito non si raggiunge che all'inizio del XIV secolo. In questo secolo compaiono il Breviarium, oggi conservato a Praga nella Biblioteca del Monastero di Strahov, e il cosiddetto Messale Posoniense, conservato nella Biblioteca Capitolare di Bratislava, che è un vero e proprio Messale contenente il calendario e le orazioni: fu composto prima del 1341 ed ebbe poi riedizioni successive ad uso di una chiesa di Presburgo. Nel 1393 è redatto un altro Messale a cura di Ladislav da Miskolc, ad uso dell'abbazia benedettina di Hronský Beňadik e nel XV secolo un altro Messale per la chiesa di Spišská Kapitula, oggi perduto.
Il primo libro liturgico stampato fu il Missale Strigoniense del 1484, seguito dal Missale Quinqueecclesiense del 1491 (per la diocesi di Pécs) e dal Missale Zagrabiense del 1511 per la diocesi di Zagabria.
L'Ordinarius Strigoniensis era una raccolta di rubriche liturgiche che ebbe otto edizioni fra il 1493 e il 1520. Gli stessi libri liturgici erano utilizzati anche nelle diocesi suffraganee. 
Dopo il Concilio di Trento, il Messale del rito strigoniense rimase in uso fino al sinodo del 1629, svoltosi a Trnava, in cui fu votato all'unanimità l'accoglimento del Messale Romano di Pio V, con l'aggiunta però delle feste dei santi del Regno d'Ungheria, due dei quali furono inserite anche nel calendario romano generale: santo Stefano d'Ungheria e sant'Adalberto.
Anche dopo l'introduzione del Messale Romano, nell'arcidiocesi fu in uso un Rituale proprio, che sebbene si richiamasse al Rituale Romanum del 1614, accoglieva le consuetudini proprie del Regno d'Ungheria. Il Rituale Strigoniense fu stampato per la prima volta nel 1625 come erede di libri liturgici precedenti stampati nell'arcidiocesi nel 1560 e nel 1583. Ebbe poi numerose riedizioni fino al 1909 e rimase in uso fino alla metà del XX secolo.
Altro libro liturgico che rivela dati interessanti sulla liturgia e sulla pastorale, anche perché destinato alle chiese di borghi e villaggi, è il Cantionale Rituale; fu stampato nel 1681: oltre a canti in latino, ne raccoglie altri in slovacco.
Il Rituale Strigoniense fu utilizzato come fonte per la redazione del Rituale Slovacchiae del 1937, che fu in uso presso le diocesi slovacche e della Rutenia subcarpatica dopo la nascita della Cecoslovacchia.